# Lake Barrington (sjö i Australien)
Lake Barrington är en sjö i Australien. Den ligger i delstaten Tasmanien, i den sydöstra delen av landet, omkring 190 kilometer nordväst om delstatshuvudstaden Hobart. Lake Barrington ligger 187 meter över havet.
I omgivningarna runt Lake Barrington växer i huvudsak städsegrön lövskog. Runt Lake Barrington är det mycket glesbefolkat, med 4 invånare per kvadratkilometer. Genomsnittlig årsnederbörd är 1 607 millimeter. Den regnigaste månaden är augusti, med i genomsnitt 221 mm nederbörd, och den torraste är januari, med 57 mm nederbörd.